# Edouard Woutermaertens
Pour les articles homonymes, voir Woutermaertens.
Edouard Woutermaertens, né à Courtrai, le 15 août 1819 et mort dans la même ville le 30 octobre 1897, est un peintre belge connu pour ses représentations animalières.
Son champ pictural accompagne la transition entre le romantisme et le réalisme. 
Il expose régulièrement aux Salons triennaux en Belgique, et à deux reprises au Salon de Paris et aux Expositions des Maîtres vivants aux Pays-Bas.
Ses œuvres sont conservées dans plusieurs musées belges, à Bruges et à Courtrai, de même qu'au Royaume-Uni. 

## Biographie

### Famille
Edouard (Edouard Adolphe) Woutermaertens, né à Courtrai le 15 août 1819, est le fils de Louis François Woutermaertens (1785-1864), orfèvre, et de Marie Thérèse Seynaeve (1783-1859), mariés à Courtrai le 10 août 1814. Il épouse à Wilrijk le 23 août 1852 Camille Mélanie Dervaux (1824). Le couple a neuf enfants. Son frère cadet est Constant Woutermaertens (1823-1867), artiste peintre.

### Formation
Edouard Woutermaertens devient en 1835 étudiant à l'Académie des beaux-arts de Courtrai, où il suit probablement les cours de Philippe de Witte (d). En 1836, il obtient un second prix d'après la bosse, en 1839 un troisième prix en perspective linéaire et en 1840 un troisième prix de dessin d'après le modèle vivant. En 1840, il devient l'élève et l'ami de Louis Robbe qui l'initie à la peinture animalière, durant six ans. Son talent demeure cependant personnel, robuste et vivant.

### Carrière

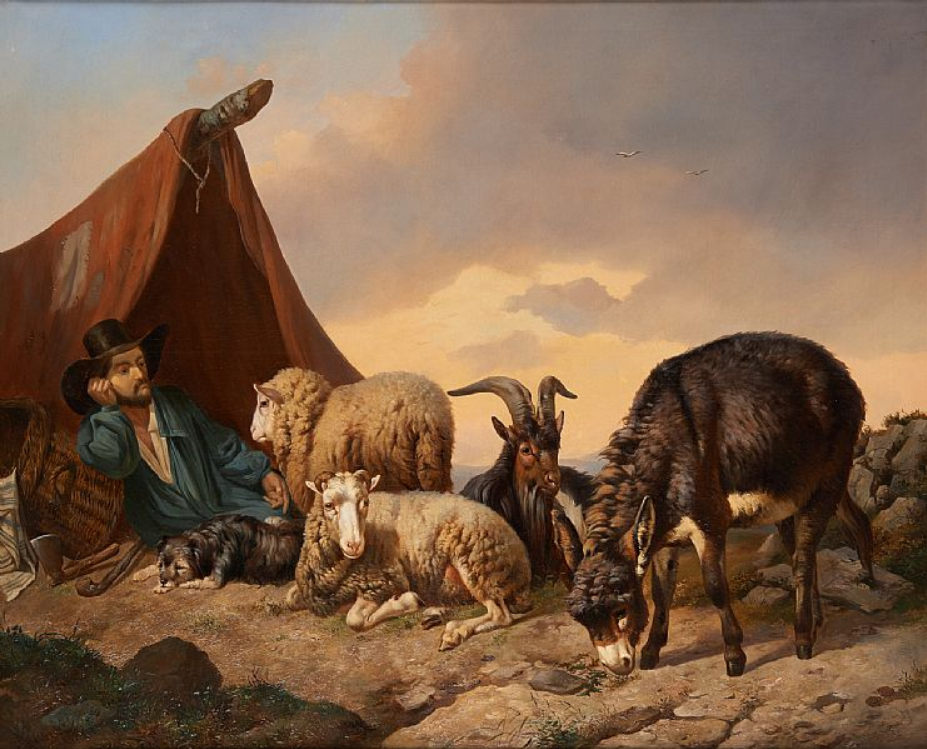
Un berger, son chien et ses moutons avec un paysage en arrière-plan (1844).

En 1841, pour la première fois, Edouard Woutermaertens expose ses peintures au salon des beaux-arts de Courtrai. Il présente ensuite une Prairie avec âne et moutons au Salon de Gand de 1844, puis au Salon de Bruxelles de 1845 deux peintures animalières. Il expose à plus de 27 expositions triennales belges jusqu'en 1880. Il envoie ses œuvres aux Expositions des Maîtres vivants de La Haye (1849) et d'Amsterdam (1871). En 1855 et 1865, il est présent au Salon de Paris.
Dès le début des années 1850, sa renommée étant assurée, il forme plusieurs peintres, tels Vincent De Vos (1828-1875), et Valère Verheust (1841-1881) également originaires de Courtrai.
Edouard Woutermaertens, meurt, à l'âge de 78 ans, Lange Steenstraat, à Courtrai, le 30 octobre 1897.

## Œuvre

### Caractéristiques

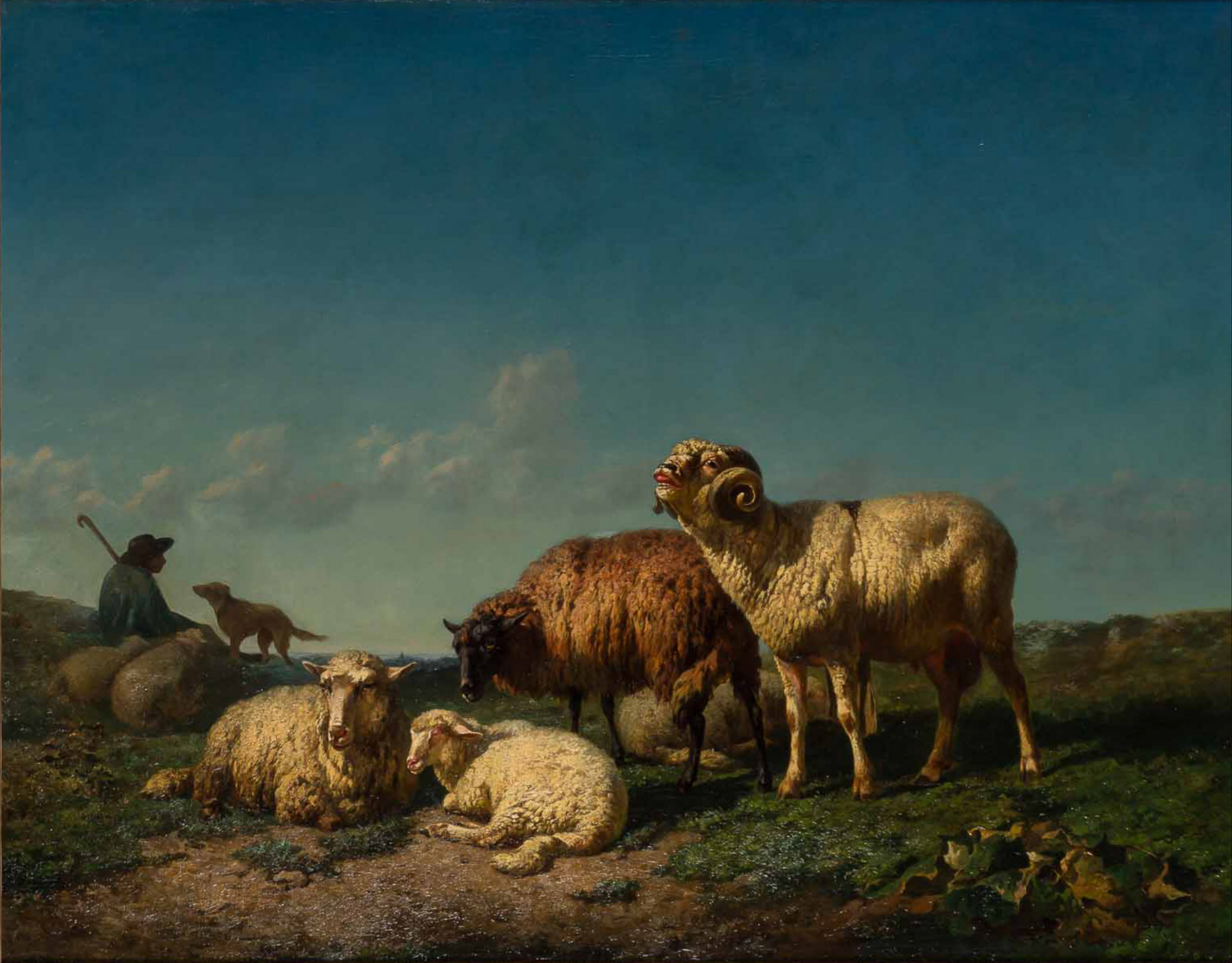
Un berger et son troupeau au repos.

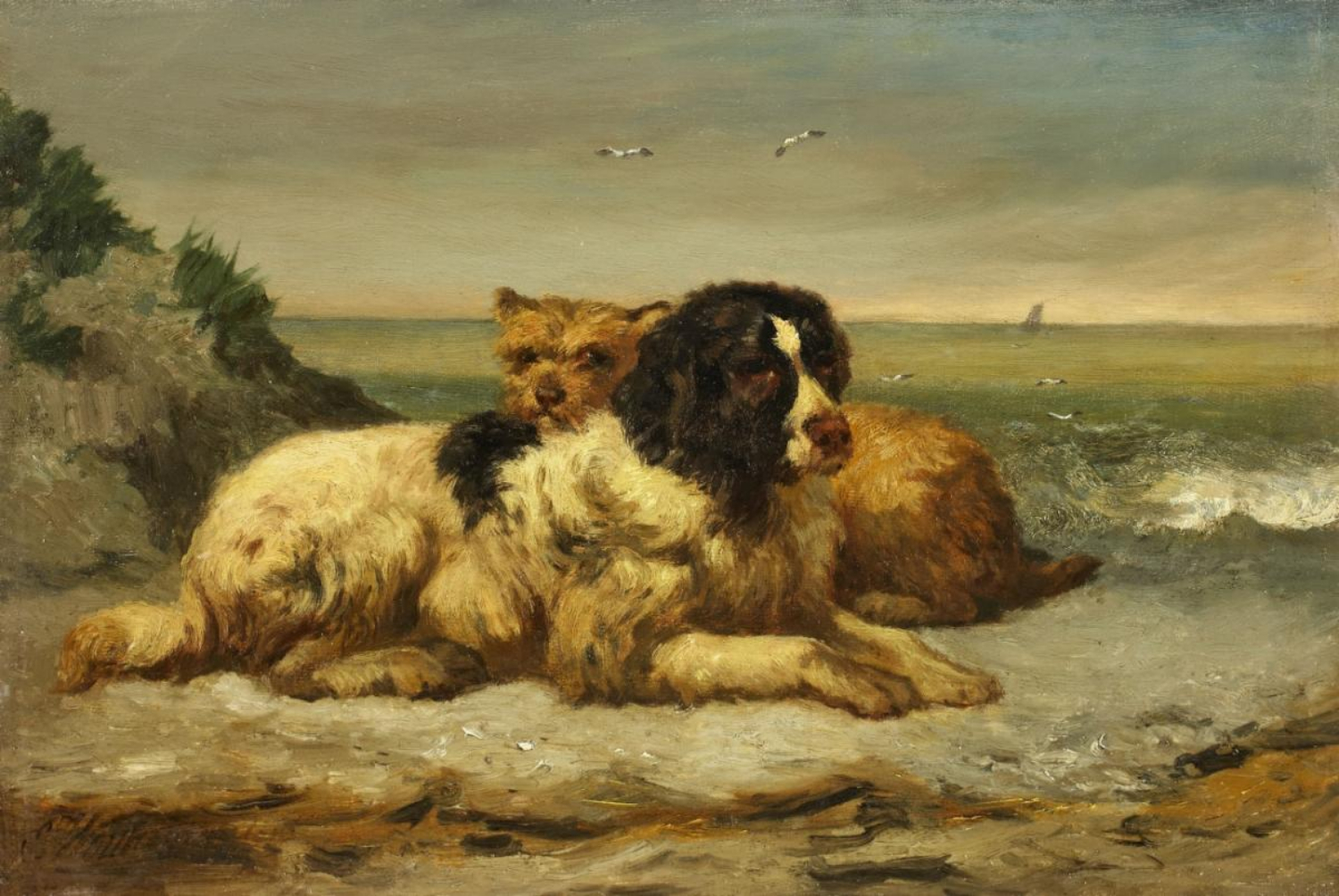
Deux chiens à la Côte.

Son champ pictural couvre les représentations animalières qu'il réalise en plein-air : essentiellement des moutons, mais aussi des chiens, des chevaux, des vaches et des chèvres. La ville de Courtrai compte bon nombre de peintres animaliers. Le plus célèbre étant Louis Robbe qui enseigne durant six ans à Edouard Woutermaertens qui devient son ami et qui l'influence au début de sa carrière. Ensuite, après 1850, Edouard Woutermaertens se soustrait progressivement à la manière de son professeur et adopte le style du français de Constant Troyon, artiste de premier plan de l'école de Barbizon qui privilégie la peinture « en plein air et d’après nature » et prône la représentation des détails dans les ciels et l'éclairage des paysages. Dès lors, Edouard Woutermaertens surpasse graduellement le succès de Louis Robbe. Il collabore parfois avec d'autres peintres, comme en 1849 lorsqu'il dessine les figures de Un orage dans la vallée de Meyringen exposé par François Roffiaen au Salon d'Anvers. Impliqué dans son art, il acquiert un troupeau de moutons, qui jouent le rôle de modèles, et engage un berger.
La critique rappelle que le peintre a commencé à exposer à Gand en 1844 en envoyant un petit tableau représentant deux chiens griffons jugés peints avec une certaine originalité et une sorte de crânerie. Edouard Woutermaertens a, dès ce jour, eu rang parmi les artistes grâce à ses toiles solides et nerveuses et parfaitement entendues de couleur et d'effet. Lors de l'exposition de Courtrai de 1859, il présente La Misère, Le Bonheur, un Paysage avec animaux et un Chien très vigoureusement éclairé prouvant que l'artiste n'a pas démérité grâce à ses constants efforts pour justifier et accroître ses premiers succès. Ses chiens étant très vivants et savamment peints, ses paysages intéressants et bien composés, représentant notamment des vaches à l'abreuvoir bien traitées. 
Edouard Woutermaertens accompagne la transition entre le romantisme et le réalisme en prenant conscience qu'une attention sérieuse doit être accordée dans la représentation de l'environnement des animaux. Ces derniers doivent évoluer dans un cadre naturel, dans les pâturages ou les écuries et non dans le décor artificiel des auberges. Poursuivant cet objectif, le peintre se rend souvent en séjour exploratoire au littoral belge et particulièrement à Furnes-Ambacht et ses prairies luxuriantes.

### Expositions

#### Belgique

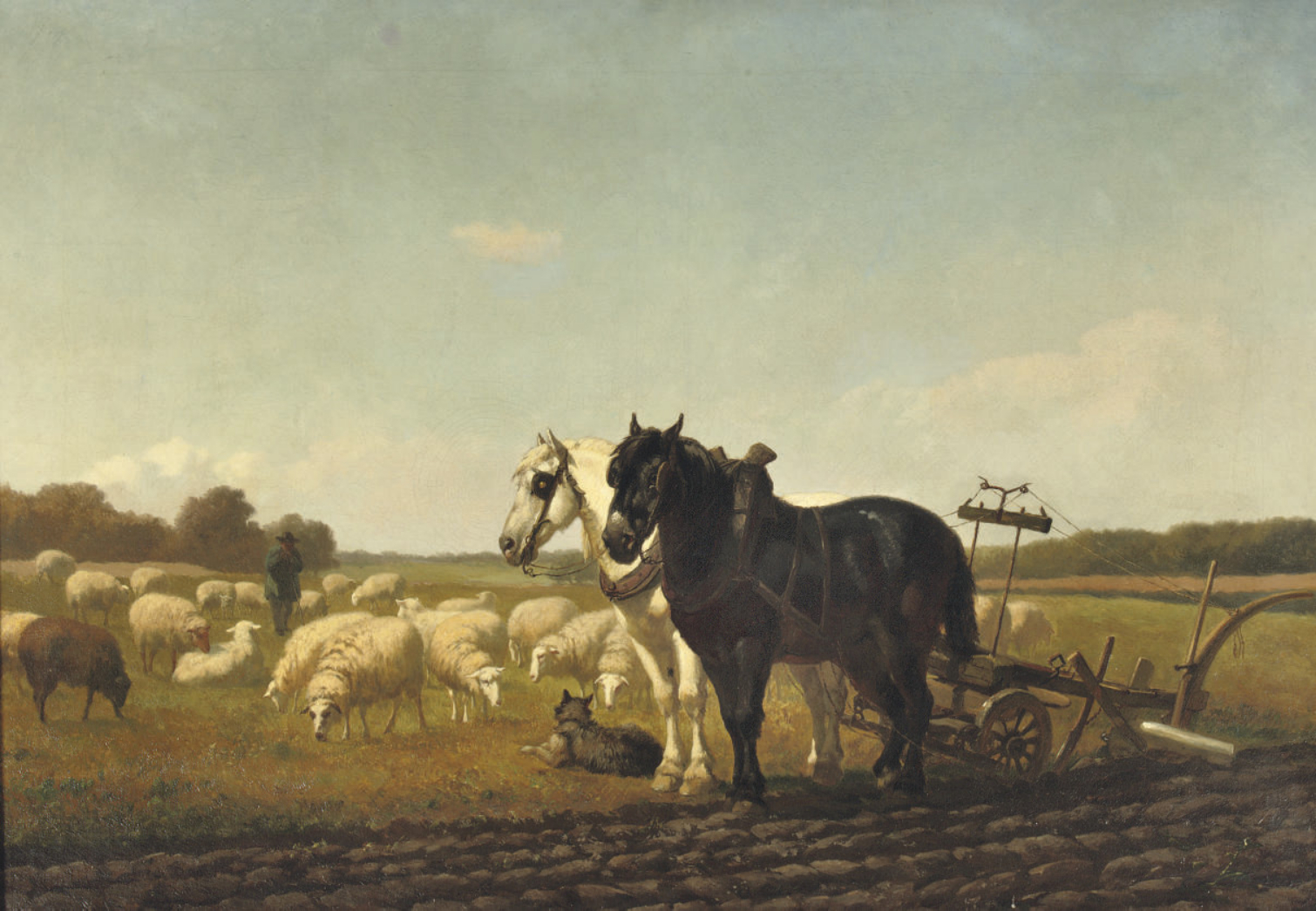
L'Équipe de labour.

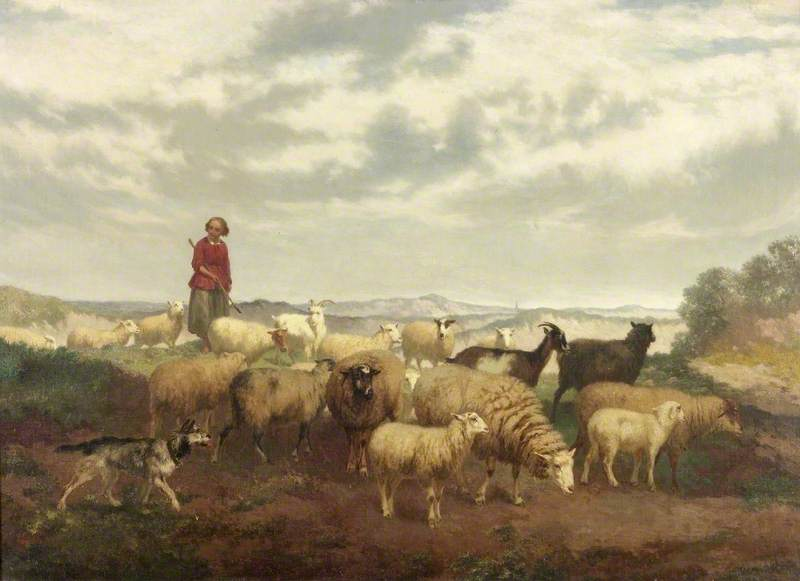
Bergère et son troupeau (vers 1860), Shipley Art Gallery à Gateshead.

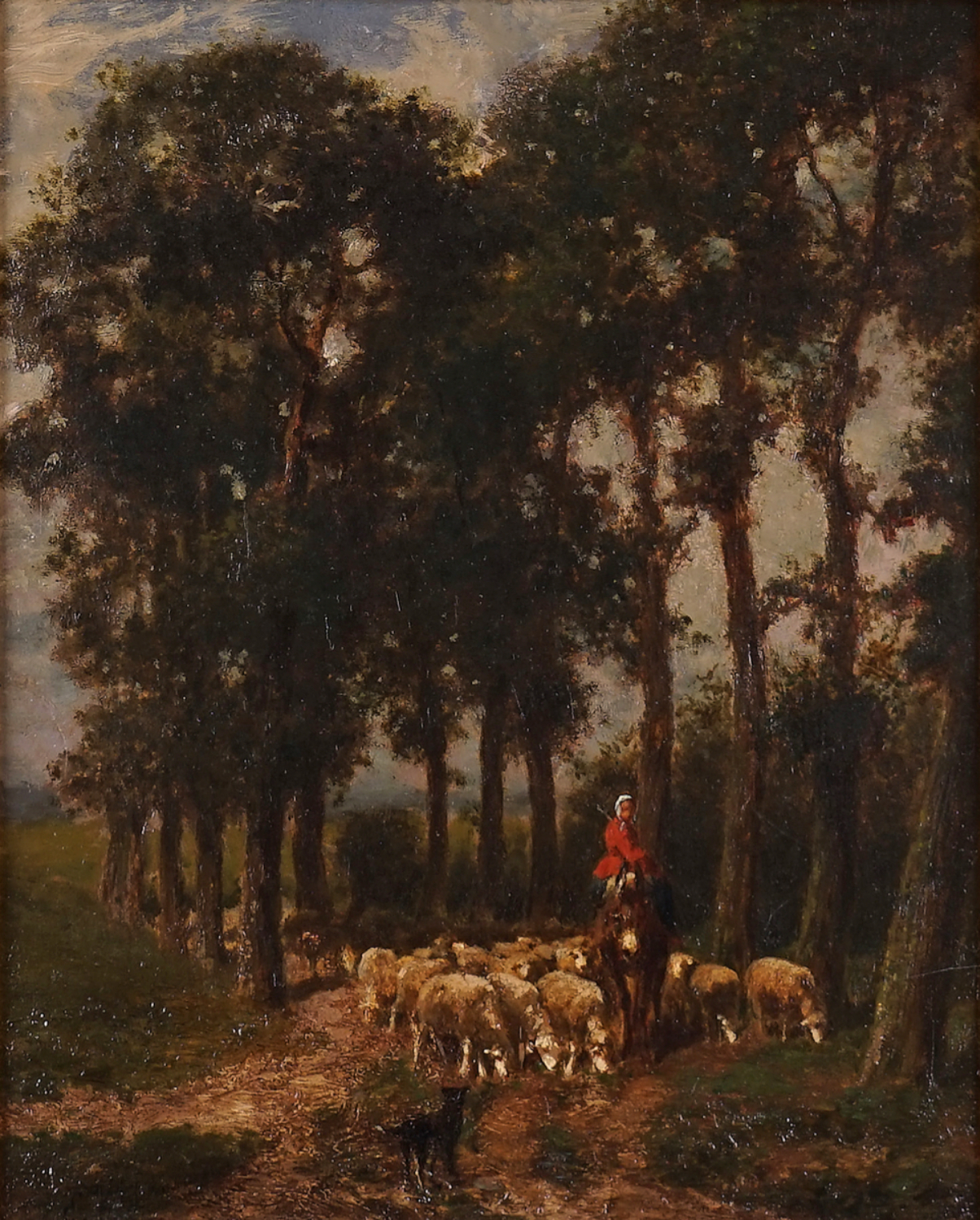
Un cavalier avec un troupeau et un chien.

- Salon de Gand (XIXe) de 1844 : Prairie avec âne et mouton[7].
- Salon de Bruxelles de 1845 : Une brebis, un agneau et un bouc près d'une bergerie et Portraits de chiens[8].
- Salon de Gand (XXe) de 1847 : Chien de Terre-neuve au bord de la mer[9].
- Salon de Bruxelles de 1848 : La Sieste, La Dispute, Moutons au repos, Chèvres, idem, Moutons, idem[10].
- Salon de Bruxelles de 1851 : La Famille de la chèvre et Le Repos à l'abreuvoir[11].
- Salon d'Anvers de 1852 : Bélier et brebis et La Privation[12].
- Salon de Bruxelles de 1854 : Le Délassement, Animaux au pâturage et Intérieur d'écurie[13].
- Salon de Gand (XXIIIe) de 1856 : Troupeau de moutons. Effet du soleil couchant[14].
- Salon de Bruxelles de 1857 : Moutons après une averse et Bestiaux au pâturage[15].
- Salon d'Anvers de 1858 : Halte du troupeau[16].
- Salon de Gand (XXIVe) de 1859 : La Famille du bélier[17].
- Salon de Bruxelles de 1860 : Moutons au repos et Souvenir des dunes près de la Panne[18].
- Salon d'Anvers de 1861 : Nature morte, Troupeau de moutons en repos et Chèvres et moutons[19].
- Salon de Gand (XXVe) de 1862 : La Fraîche matinée[20].
- Salon de Bruxelles de 1863 : Vaches à l'abreuvoir[21].
- Salon d'Anvers de 1864 : L'Heureuse famille, Extérieur de ferme et Le Départ du troupeau[22].
- Salon de Gand (XXVIe) de 1865 : Le Troupeau dans les dunes et Vaches et taureau[23].
- Salon de Bruxelles de 1866 : L'Abreuvoir, Troupeau dans les dunes à l'approche d'un orage[24].
- Salon de Gand (XXVIIe) de 1868 : Moutons[25].
- Salon d'Anvers de 1870 : Rentrée du troupeau et Moutons et agneaux[26].
- Salon de Gand (XXVIIIe) de 1871 : Troupeau de mérinos métis, Repos de moutons et Troupeau surpris par l'orage[27].
- Salon de Bruxelles de 1872 : Moutons à l'abreuvoir et Le Repos du troupeau[28].
- Salon d'Anvers de 1873 : Moutons sous-bois, clair-obscur et L'Abreuvoir, vaches[29].
- Salon de Bruxelles de 1875 : Le Troupeau en marche et idem[30].
- Salon de Bruxelles de 1878 : Représentation animalière.
- Salon d'Anvers de 1879 : Le Verger et Le Départ du troupeau[31].
- Salon de Gand (XXXIe) de 1880 : Moutons sous bois et Le Départ pour la chasse[32].

#### France
- Salon de Paris de 1855 : Un marchand ambulant[33].
- Salon de Paris de 1865 : Intérieur de ferme[33].
- Salon de Boulogne-sur-Mer de 1870 : Troupeau surpris par l'orage (médaille de 1re classe)[3].

#### Pays-Bas
- Exposition des maîtres vivants de La Haye en 1849 : Le Repos des chasseurs, Un paysage avec des chèvres, Une chèvre et son chevreau effrayés par une tempête, Un troupeau de moutons, Les Deux amis et Moutons en repos[34].
- Exposition des maîtres vivants d'Amsterdam en 1871 : Moutons et Moutons au repos[34].

### Collections muséales
En Belgique, des œuvres d'Edouard Woutermaertens sont conservées au musée Groeninge à Bruges et à Courtrai. En Europe, ses toiles sont conservées à la Laing Art Gallery à Newcastle et à la Shipley Art Gallery à Gateshead. Plusieurs collections privées possèdent des œuvres du peintre.